# Meertrapsraket

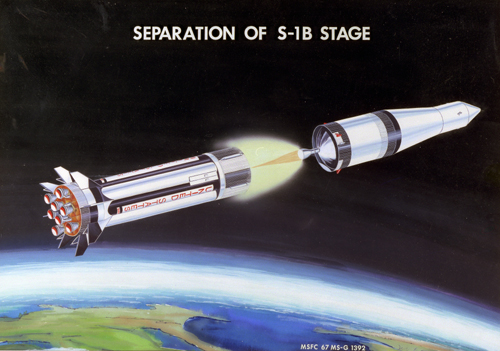
Tekening van het principe van een meertrapsraket. In dit geval een tweetrapsraket raket van het type Saturnus IB.

Een meertrapsraket is een raket die naast de nuttige lading bestaat uit meerdere onderdelen genaamd trappen, die in de loop van een lancering een voor een worden losgekoppeld, en elk beschikken over hun eigen motor(en) en brandstof. Afhankelijk van hoeveel trappen een raket telt onderscheidt men een tweetrapsraket, drietrapsraket, enz.
De trappen kunnen zowel op elkaar als naast elkaar worden bevestigd. De eerste trap is meestal het grootst, en zit onderaan. Deze bevat de brandstof nodig voor de lancering. Naar boven toe worden de trappen steeds kleiner. Er blijft uiteindelijk een nuttige lading over, zoals een ruimtesonde, een kunstmatige satelliet, een ruimtecapsule of (een capsule met) een of meer kernkoppen. Met vaak een kleine raketmotor voor koerscorrecties. Trappen die voor extra kracht als hulpmotoren aan de zijkant van een raket zijn bevestigd en gelijktijdig werken met de motor(en) die onderaan in het midden zit(ten) worden vaak, vooral als ze eerder stoppen met functioneren dan de motor(en) die onderaan in het midden zit(ten), als trap 0 aangeduid. Zoals deze nummering suggereert is in zo'n geval het aantal trappen van de raket niet duidelijk gedefinieerd. Soms wordt deze trap 0 als halve trap geteld. De Atlas LV-3B wordt bijvoorbeeld aangeduid als anderhalftraps. Deze startte met drie motoren die dezelfde brandstof-en-zuurstof-tanks deelden. De buitenste motoren werden na enkele minuten afgeworpen terwijl de middelste motor de raket in een baan om de aarde bracht. Ook is niet zo duidelijk hoe het afwerpen van bijvoorbeeld een lege tank voor zuurstof en waterstof, zoals bij de Space Shuttle, geteld moet worden.
De achterliggende gedachte bij meertrapsraketten is dat als de brandstof van een trap op is, dit gedeelte kan worden afgestoten om de raket zo lichter te maken en brandstof bij de volgende trappen te kunnen besparen. Door dit gewichtsverlies kunnen latere trappen bovendien meer snelheid maken. De maximale snelheid van een eentrapsraket is immers beperkt door zijn massaverhouding en de uitlaatsnelheid, zoals blijkt uit de raketvergelijking van Tsiolkovski. Het is voor een chemische eentrapsraket daarom bijna onmogelijk om voldoende snelheid te halen om een stabiele baan rond de aarde te bereiken met een bruikbare hoeveelheid nuttige lading.
Een ander voordeel is dat elke trap een ander type motor kan bevatten, zodat de raket zich kan aanpassen aan verschillende omstandigheden. Zo zijn de motoren van de eerste en soms tweede trap bedoeld voor reizen door de atmosfeer, en de motoren van de latere trappen voor reizen in een vacuüm. In een vacuüm ontbreekt namelijk de tegendruk van de atmosfeer. Een langere straalpijp (uitlaat) compenseert hiervoor.
Een nadeel van een meertrapsraket is echter dat het voertuig complexer is dan een raket die uit een geheel bestaat, en daarom lastiger om te bouwen. Bovendien moet een meertrapsraket motoren meenemen die pas later in gebruik worden genomen. Door het afstoten van trappen bij hoge snelheid is het ook moeilijk om de raket meer dan één keer te gebruiken, waardoor de kostprijs van ruimtereizen hoog is.

## Kick stage
Meestal bevatten draagraketten boosters, eerste trap, en bovenste trap (upper stage). Maar aan sommige raketten wordt nog een zogenaamde kick stage toegevoegd. Dit zijn kleine bovenste rakettrappen die pas na het bereiken van de orbitale snelheid in functie treden om de vracht extra snelheid te geven, of om de vracht met meer precisie in de juiste baan af te zetten.
Voorbeelden van een kick stage zijn de Fregat op de Sojoez-raket en de Zenit-raket, de Briz-M op de Proton-M, de Star-48 die bij de lanceringen van New Horizons en de Parker Solar Probe aan een Atlas V en een Delta IV Heavy werden toegevoegd, en de Curie van de Electron. Vaak kunnen kick-stages veelvuldig herstart worden of hebben ze de mogelijkheid een satelliet in een spinbeweging brengen.

## Varia
De terminologie drietrapsraket wordt ook in een andere context gebruikt dan ruimtevaart. Zo werd deze term in 2018 voor het eerst ingezet door Dr. Ir. Simon Geirnaert in context van een quiz. Met de term drietrapsraket wordt ook een vraagstelling bedoeld waarbij een vraag uit drie deelvragen bestaat met oplopende moeilijkheidsgraad. Hierbij kan dan vereist worden ofwel één vraag te beantwoorden, waarbij de te behalen score gekoppeld is aan de moeilijkheidsgraad van de beantwoordde vraag, ofwel de deelvragen allemaal te beantwoorden.